# Monumento de Lihula
El Monumento de Lihula (en estonio: Pomník obětem komunismu) es el nombre coloquial de un monumento que conmemora a los estonios que lucharon por su país y en contra de la Unión Soviética en la Segunda Guerra Mundial, localizado en Lagedi cerca de Tallin, capital de Estonia.
El monumento se ha movido dos veces antes de acabar en su ubicación actual. Se estrenó originalmente en Pärnu en 2002, pero fue trasladado sólo nueve días después de que el primer ministro Siim Kallas condenara la estatua. A continuación, la estatua se ubicó en Lihula en 2004, finalmente se movió a Lagedi el 15 de octubre de 2005.
El monumento representa a un soldado en uniforme militar, con un  casco alemán de la Segunda Guerra Mundial, la bandera de Estonia en la muñeca y la Cruz de la Libertad en el cuello. No hay símbolos nazis en el monumento.
En el monumento se lee: "Para los hombres estonios que lucharon en 1940-1945 contra el bolchevismo y por la restauración de la independencia de Estonia".